# Bourgondische pap
Bourgondische pap is een mengsel van koper(II)sulfaat en natriumcarbonaat (watervrije soda), dat gebruikt wordt als fungicide. Het is een fijn blauw poeder, onoplosbaar in water. Het CAS-nummer is 11125-96-5. 
Het is verwant aan Bordeauxse pap, dat een mengsel is van kopersulfaat en calciumhydroxide. Het toepassingsgebied is gelijkaardig, bijvoorbeeld de bescherming van wijnstokken tegen meeldauw. Bourgondische pap is wel een sterker middel dan Bordeauxse pap.